# Gymnoscelis tenera
Gymnoscelis tenera är en fjärilsart som beskrevs av W. Warren 1901. Gymnoscelis tenera ingår i släktet Gymnoscelis och familjen mätare. Inga underarter finns listade i Catalogue of Life.